# Friedrich Aereboe

Friedrich Aereboe als Mitglied der Agronomia Jena, 1891

Friedrich Aereboe [gesprochen mit Dehnungs-e: „Ahreboh“] (* 23. Juli 1865 in Horn bei Hamburg; † 2. August 1942 in Berlin) war ein deutscher Agrarökonom.

## Leben
Aereboe war Sohn des Lehrers Hans J. Aereboe am Rauhen Haus in Horn. Bedingt durch den Wohnortwechsel seines Vaters besuchte er das Stadtgymnasium in Riga und erlernte die praktische Landwirtschaft in Livland, Schleswig-Holstein und im Großherzogtum Oldenburg. Von 1889 bis 1892 studierte er Landwirtschaft an der Universität Jena, 1889 wurde er dort Mitglied des späteren Corps Agronomia Jena. Zudem wurde er ehrenhalber Mitglied des Corps Agraria Bonn. Während dieser Zeit erhielt er von dem dort lehrenden Theodor Freiherr von der Goltz nachhaltige Anregungen für seine spätere betriebswirtschaftliche Tätigkeit. Da er wegen fehlenden Abiturs in Jena keine Doktorprüfung ablegen konnte, ging er an die Universität Basel. Hier wurde er 1894 mit einer Dissertation über den Einfluss des Lichtes auf die Atmung der Pflanzen zum Dr. phil. promoviert.
Von 1895 bis 1899 war Aereboe Leiter der neu gegründeten Buchführungsabteilung der Deutschen Landwirtschaftsgesellschaft in Berlin und dann fünf Jahre lang Güterdirektor der Standesherrschaft Pförten in der Lausitz. 1904 wurde er Professor für Wirtschaftslehre des Landbaus an der Universität Breslau, 1906 folgte er einem Ruf an die Landwirtschaftliche Akademie Bonn-Poppelsdorf, 1909 ging er an die Landwirtschaftliche Hochschule Berlin, 1913 wieder nach Breslau, 1919 zur Landwirtschaftlichen Hochschule Hohenheim und 1922 erneut nach Berlin. Hier lehrte er bis zu seiner Emeritierung im Jahre 1931. Seine Villa in Berlin-Dahlem, Im Dol 27/29, vermachte er der Berliner Friedrich-Wilhelms-Universität, die 1934 die Landwirtschaftliche Hochschule übernommen hatte.

## Forschungsleistungen
Während der ersten drei Jahrzehnte des 20. Jahrhunderts hat Aereboe die Entwicklung der landwirtschaftlichen Betriebslehre in Deutschland maßgebend beeinflusst. Im Gegensatz zu anderen Lehrmeinungen betrachtete er den landwirtschaftlichen Betrieb als ein organisch-untrennbares Ganzes. Deshalb versuchte er auch in die Agrarpolitik verstärkt betriebswirtschaftliche Grundsätze zu integrieren. Mit seinen zahlreichen Publikationen, vor allem mit seinem mehrfach aufgelegten Lehrbuch „Allgemeine landwirtschaftliche Betriebslehre“, hat er für die Theorie und für den Inhalt seines Fachgebietes neue Maßstäbe gesetzt. Das von ihm gemeinsam mit Johannes Hansen und Theodor Roemer herausgegebene fünfbändige „Handbuch der Landwirtschaft“ (1929/30) gilt als ein Jahrhundertwerk der Agrarwissenschaften.
Neben seiner Tätigkeit als Hochschullehrer hat Aereboe zahlreiche landwirtschaftliche Großbetriebe beraten, Gutachten angefertigt und viele Vorträge gehalten. Einen Teil seiner Lebensarbeit widmete er dem ländlichen Bildungswesen. Stets pflegte er enge Kontakte zur landwirtschaftlichen Praxis. In seinen Schriften tritt besonders die enge Verbundenheit mit dem Acker- und Pflanzenbau hervor. Als 1920 die Agrikulturchemikerin Margarete von Wrangell Versuchsergebnisse publizierte, wonach einige Kulturpflanzenarten auch schwer lösliche Bodenphosphate aufschließen können, entwickelte Aereboe das „Düngungssystem Aereboe-Wrangell“. Es sollte die deutsche Landwirtschaft weitgehend von importierten Rohphosphaten unabhängig machen. Obgleich sich diese Hoffnung nicht erfüllte, hat Aereboe damit die Diskussion über das Problem der Phosphatdüngung in Deutschland neu belebt. Wie dieses Beispiel des Hineinwirkens in ein anderes Fachgebiet zeigt, war sein Denken und Handeln fast immer disziplinübergreifend. In diesem Sinne gehört Aereboe zu den großen Universalgelehrten der Agrarökonomie. Er war Ehrendoktor der Universitäten Tübingen, Berlin und der Hochschule für Bodenkultur in Wien.

## Darstellung Aerboes in der bildenden Kunst
- Constantin Starck: Prof. Friedrich Aerboe (Porträtbüste, Bronze; Lichthof des Albrecht Daniel Thaer-Instituts Berlin, Berlin, Invalidenstraße 42)

## Hauptwerke
- Die Bewirtschaftung von Landgütern und Grundstücken. Ein Lehrbuch für Landwirte, Volkswirte, Verwaltungsbeamte und Studierende. (Allgemeine landwirtschaftliche Betriebslehre. Teil 1). Verlagsbuchhandlung Paul Parey Berlin 1917, 2. Aufl. 1917, 3. Aufl. 1918, 4. Aufl. 1919, 5. Aufl. 1920, 6. Aufl. 1923.
- Die Erschließung des Erdballs durch die fortschreitende Vervollkommnung des Hilfsmittel des Landbaues(= Betriebswirtschaftliche Vorträge aus dem Gebiete der Landwirtschaft H. 4) Verlagsbuchhandlung Paul Parey Berlin 1920.
- Neue Düngerwirtschaft ohne Auslandsphosphate (= Betriebswirtschaftliche Vorträge aus dem Gebiete der Landwirtschaft H. 6) Verlagsbuchhandlung Paul Parey Berlin 1922.
- Der Einfluß des Krieges auf die landwirtschaftliche Produktion in Deutschland (= Wirtschafts- und Sozialgeschichte des Weltkrieges. Deutsche Serie), Stuttgart u. a. 1927.
- Agrarpolitik. Verlagsbuchhandlung Paul Parey Berlin 1928.
- Wirtschaft und Kultur in den Vereinigten Staaten von Nordamerika. Verlagsbuchhandlung Paul Parey Berlin 1930.
- Kleine landwirtschaftliche Betriebslehre. Ein Lehrbuch für landwirtschaftliche Schulen und eine Einführung in die Betriebslehre für den praktischen Landwirt. Verlagsbuchhandlung Paul Parey Berlin 1932, 2. Aufl. neubearbeitet von Walther Pross ebd. 1953.
- Handbuch der Landwirtschaft. In fünf Bänden herausgegeben von Friedrich Aereboe, Johannes Hansen und Theodor Roemer. Verlagsbuchhandlung Paul Parey Berlin 1929/1930.
- Jugendlust, Arbeitsfreuden und Arbeitskämpfe. Erinnerungen aus meinem Leben. Vervielf. Manuskript o. O. u. J.

## Ehrungen
- In Griesheim ist eine Fachschule für Agrarwirtschaft  nach ihm benannt